# 镜子超人REFLEX
镜子超人REFLEX（ミラーマンREFLEX）是在2006年发售的特撮作品。全3話。

## 故事簡介
鏡子所映照出的是擁有靈魂的影子，鏡子的另一邊是幽冥的世界，邪惡的咒語會將歸神的邪仙召喚而來，少女百襲與影山鑑2人將對抗邪仙的陰謀，肩負著退治邪仙的使命。

## 登場人物
镜子超人REFLEX 
- 身長：1.9 - 40米[1]
- 体重：70千克 - 3万5千吨[1]

自古就存在的審神者，專門拔除邪仙的武神。
武器是古代剣与镜刃

### 主要角色
| 角色       | 演員       | 介紹 |
| 影山鑑     | 唐渡亮     | 現代審神者。 百襲使用歸神儀式後變成武神。 |
| 百襲       | 石田未来   | 倭迹之日百襲公主。 說出破魔的咒語後，能使差點被附身的人恢復。 使用歸神儀式使影山鑑變身。 本該在7年前就死亡了，影山恭太郎用復魂術令其復活。                             |
| 影山恭太郎 | 石田信之   | 影山鑑的大哥，百襲的父親。 曾預言過邪仙的出現。 讓鬼道在現代復活的人。 用復魂術令百襲復活，而自己也消失了。                                                            |
| 緋呂亞佐美 | 伊藤裕子   | 說出瑪珈雷咒語的大學生。 研究著鏡子。 有一位叫隆的幻想男友。 差點被朱厭附身，但被百襲的破魔咒給救回。 事件結束後，將名字改成日向神優，將國籍之類的全都變成另一個身分。 |
| 猪砂雅     | 三輪ひとみ | 矢尻祐一郎的秘書。 使用術法令山下變成窮奇後死亡。 |
| 山下       | 松山鷹志   | 開頭被關起來。 曾隸屬民間傭兵企業。 最後變成窮奇。 |
| 真壁清彥   |            | 開頭被關起來。 警察。 不論對方是否為犯人，都會不聞不問地殺掉。 |
| 林健       |            | 開頭被關起來。 前暴力集團。 被體內炸彈炸死。 |
| 熊川遼     |            | 開頭被關起來。 無差別殺人犯，代號１２０。 |
| 轡         | 北岡龍貴   | 癘鬼。 |
| 矢尻祐一郎 | 小沢和義   | 尋找著能發現鏡子咒語的人。 |
| 南部教授   | 伊藤克信   | 喜歡意淫緋呂亞佐美。 後來跟著念了咒語被附身變成蚩尤。 |

## 脚注
1. 1 2 3 4  大石真司; 江口水基・島崎淳・間宮尚彦. . 小学館. 2013: 352 - 353. ISBN 9784096820742 （日语）.
2. ↑  . 朝日ソノラマ. 2006: 42. ISBN 4257130865 （日语）.
3. ↑  『宇宙船YEARBOOK2006』では斧[2]。、『円谷プロ全怪獣図鑑』では半円の短剣[1]と記載している。

- 『ミラーマンREFLEX』公開記念前夜祭 （页面存档备份，存于）